# Svetovno prvenstvo v hokeju na ledu 2006
Svetovno prvenstvo v hokeju na ledu 2006 je potekalo je v Latviji od 5. do 15. maja 2006. Prvenstvo je zmagala Švedska, ki je v finalu s 4:0 premagala Čehe. Na njem je nastopila tudi Slovenija, ki je po dveh porazih v skupini za obstanek izpadla iz elitne divizije. 

## Elitna divizija

### Predtekmovanje

#### Skupina A
| Reprezentanca | OT | Z | PPP | P | DG | PG | TOČ |
| ------------- | -- | - | --- | - | -- | -- | --- |
| Finska        | 3  | 2 | 0   | 1 | 13 | 6  | 5   |
| Češka         | 3  | 1 | 0   | 2 | 9  | 8  | 4   |
| Latvija       | 3  | 1 | 1   | 1 | 6  | 7  | 3   |
| Slovenija     | 3  | 0 | 3   | 0 | 8  | 16 | 0   |

Po lokalnem času (UTC +3)
| 5. maj 2006 | Finska | 5–3 | Slovenija | Riga Arena |

| Poročilo tekme      | Poročilo tekme | Poročilo tekme | Poročilo tekme                                                   | Poročilo tekme |
| ------------------- | --- | -------------- | ---------------------------------------------------------------- | -------------- |
| Začetek: ni podatka | T. Kallio 17:07 (PP) A. Miettinen 25:03 (PP) S. Bergenheim 37:44 (ES) T. Kallio 41:56 (PP) M. Lehtonen 53:16 (PP) |                | A. Kranjc 07:10 (PP) A. Kopitar 14:41 (PP) A. Kopitar 27:21 (PP) |                |

|  | Latvija | 1–1 | Češka | Riga Arena |

| Poročilo tekme      | Poročilo tekme         | Poročilo tekme | Poročilo tekme        | Poročilo tekme |
| ------------------- | ---------------------- | -------------- | --------------------- | -------------- |
| Začetek: ni podatka | A. Sirokovs 06:22 (ES) |                | D. Vyborny 19:32 (ES) |                |

| 7. maj 2006 | Češka | 5–4 | Slovenija | Riga Arena |

| Poročilo tekme      | Poročilo tekme                                                                                                 | Poročilo tekme | Poročilo tekme                                                                       | Poročilo tekme |
| ------------------- | --- | -------------- | ------------------------------------------------------------------------------------ | -------------- |
| Začetek: ni podatka | T. Plekanec 01:09 (ES) J. Balastik 03:04 (PP) M. Erat 10:35 (PP) Z. Michalek 13:23 (PP) Z. Michalek 24:28 (PP) |                | E. Murič 14:13 (ES) M. Sotlar 20:24 (PP) A. Kranjc 34:54 (ES) T. Razingar 59:59 (ES) |                |

|  | Finska | 5–0 | Latvija | Riga Arena |

| Poročilo tekme      | Poročilo tekme                                                                                           | Poročilo tekme | Poročilo tekme | Poročilo tekme |
| ------------------- | --- | -------------- | -------------- | -------------- |
| Začetek: ni podatka | J. Viuhkola 24:32 (PP) T. Kallio 35:02 (SH) V. Peltonen 48:38 (PP) A. Berg 51:51 (PP) J. Rita 55:10 (ES) |                |                |                |

| 9. maj 2006 | Slovenija | 1–5 | Latvija | Riga Arena |

| Poročilo tekme      | Poročilo tekme      | Poročilo tekme | Poročilo tekme | Poročilo tekme |
| ------------------- | ------------------- | -------------- | --- | -------------- |
| Začetek: ni podatka | M. Šivic 05:35 (ES) |                | A. Semjonovs 24:15 (ES) M. Cipulis 28:20 (ES) A. Jerofejevs 29:51 (PP) L. Tambijevs 37:51 (ES) H. Vasiljevs 50:06 (PP2) |                |

|  | Češka | 3–3 | Finska | Riga Arena |

| Poročilo tekme      | Poročilo tekme                                                 | Poročilo tekme | Poročilo tekme                                                   | Poročilo tekme |
| ------------------- | -------------------------------------------------------------- | -------------- | ---------------------------------------------------------------- | -------------- |
| Začetek: ni podatka | M. Erat 02:28 (PP) J. Balastik 02:58 (ES) J. Hlavac 34:41 (ES) |                | L. Kukkonen 08:19 (PP) A. Berg 40:30 (PP) P. Nummelin 58:43 (ES) |                |

#### Skupina B
| Reprezentanca | OT | Z | PPP | P | DG | PG | TOČ |
| ------------- | -- | - | --- | - | -- | -- | --- |
| Švedska       | 3  | 2 | 0   | 1 | 12 | 6  | 5   |
| Švica         | 3  | 2 | 0   | 1 | 9  | 6  | 5   |
| Ukrajina      | 3  | 1 | 2   | 0 | 7  | 8  | 2   |
| Italija       | 3  | 0 | 3   | 0 | 3  | 11 | 0   |

Po lokalnem času (UTC +3)
| 6. maj 2006 | Švica | 3–1 | Italija | Skonto Arena |

| Poročilo tekme      | Poročilo tekme                                                      | Poročilo tekme | Poročilo tekme    | Poročilo tekme |
| ------------------- | ------------------------------------------------------------------- | -------------- | ----------------- | -------------- |
| Začetek: ni podatka | I. Rüthemann 44:56 (ES) P. Dellarossa 52:31 (ES) M.Pluss 59:40 (EN) |                | A. Iob 30:18 (PP) |                |

|  | Ukrajina | 2–4 | Švedska | Skonto Arena |

| Poročilo tekme      | Poročilo tekme                                 | Poročilo tekme | Poročilo tekme                                                                         | Poročilo tekme |
| ------------------- | ---------------------------------------------- | -------------- | -------------------------------------------------------------------------------------- | -------------- |
| Začetek: ni podatka | K. Kasianchuk 19:16 (PP) A. Mikhnov 34:55 (ES) |                | F. Emwall 17:55 (PP) F. Emwall 20:50 (PP) A. Karlsson 38:55 (PP) M. Hannula 46:38 (PP) |                |

| 8. maj 2006 | Švica | 2–1 | Ukrajina | Skonto Arena |

| Poročilo tekme      | Poročilo tekme                            | Poročilo tekme | Poročilo tekme        | Poročilo tekme |
| ------------------- | ----------------------------------------- | -------------- | --------------------- | -------------- |
| Začetek: ni podatka | G. Bezina 09:57 (PP) A. Ambuhl 18:06 (SH) |                | A. Mikhnov 33:54 (ES) |                |

|  | Švedska | 4–0 | Italija | Skonto Arena |

| Poročilo tekme      | Poročilo tekme                                                                             | Poročilo tekme | Poročilo tekme | Poročilo tekme |
| ------------------- | ------------------------------------------------------------------------------------------ | -------------- | -------------- | -------------- |
| Začetek: ni podatka | A. Karlsson 14:02 (PP) J. Lundqvist 16:00 (PP) K. Jonsson 22:36 (PP) K. Jonsson 47:19 (ES) |                |                |                |

| 10. maj 2006 | Italija | 2–4 | Ukrajina | Skonto Arena |

| Poročilo tekme      | Poročilo tekme                                 | Poročilo tekme | Poročilo tekme                                                                              | Poročilo tekme |
| ------------------- | ---------------------------------------------- | -------------- | ------------------------------------------------------------------------------------------- | -------------- |
| Začetek: ni podatka | G. Busillo 32:25 (ES) C. Borgatello 55:38 (PP) |                | K. Kasianchuk 14:54 (PP) R. Salnikov 21:08 (PP) I. Gunko 51:11 (ES) Y. Dyachenko 57:56 (EN) |                |

|  | Švedska | 4–4 | Švica | Skonto Arena |

| Poročilo tekme      | Poročilo tekme                                                                                 | Poročilo tekme | Poročilo tekme                                                                         | Poročilo tekme |
| ------------------- | ---------------------------------------------------------------------------------------------- | -------------- | -------------------------------------------------------------------------------------- | -------------- |
| Začetek: ni podatka | H. Zetterberg 13:34 (ES) H. Zetterberg 44:11 (ES) J. Matsson 44:37 (ES) A. Karlsson 51:16 (ES) |                | V. Wirz 23:19 (PP) R. Sannitz 45:02 (ES) I. Rüthemann 51:35 (ES) R. Sannitz 56:44 (ES) |                |

#### Skupina C
| Reprezentanca | OT | Z | PPP | P | DG | PG | TOČ |
| ------------- | -- | - | --- | - | -- | -- | --- |
| Rusija        | 3  | 3 | 0   | 0 | 17 | 6  | 6   |
| Belorusija    | 3  | 2 | 1   | 0 | 11 | 5  | 4   |
| Slovaška      | 3  | 1 | 2   | 0 | 10 | 6  | 2   |
| Kazahstan     | 3  | 0 | 3   | 0 | 2  | 23 | 0   |

Po lokalnem času (UTC +3)
| 6. maj 2006 | Belorusija | 2–1 | Slovaška | Riga Arena |

| Poročilo tekme      | Poročilo tekme                                 | Poročilo tekme | Poročilo tekme        | Poročilo tekme |
| ------------------- | ---------------------------------------------- | -------------- | --------------------- | -------------- |
| Začetek: ni podatka | D. Meleshko 34:18 (PP) O. Antonenko 39:27 (PP) |                | I. Ciernik 37:29 (ES) |                |

|  | Rusija | 10–1 | Kazahstan | Riga Arena |

| Poročilo tekme      | Poročilo tekme | Poročilo tekme | Poročilo tekme          | Poročilo tekme |
| ------------------- | --- | -------------- | ----------------------- | -------------- |
| Začetek: ni podatka | A. Ovechkin 01:36 (PP) D. Arkhipov 02:44 (PP) K. Gorovikov 10:44 (ES) D. Bykov 18:48 (PP) A. Ovechkin 24:13 (ES) E. Malkin 26:41 (SH) A. Ovechkin 29:39 (PP) A. Semin 32:24 (ES) A. Semin 44:38 (ES) A. Semin 53:52 (PP) |                | Y. Koreshkov 17:40 (PP) |                |

| 8. maj 2006 | Rusija | 3–2 | Belorusija | Riga Arena |

| Poročilo tekme      | Poročilo tekme                                                         | Poročilo tekme | Poročilo tekme                                   | Poročilo tekme |
| ------------------- | ---------------------------------------------------------------------- | -------------- | ------------------------------------------------ | -------------- |
| Začetek: ni podatka | I. Yemeleyev 10:57 (PP) D. Kulyash 43:28 (PP) A. Kharitonov 53:19 (ES) |                | O. Antonenko 21:40 (PP2) A. Makritsky 23:28 (ES) |                |

|  | Slovaška | 6–0 | Kazahstan | Riga Arena |

| Poročilo tekme      | Poročilo tekme | Poročilo tekme | Poročilo tekme | Poročilo tekme |
| ------------------- | --- | -------------- | -------------- | -------------- |
| Začetek: ni podatka | R. Kapus 20:41 (PP) T. Surovy 34:42 (PP) M. Bartovic 39:48 (ES) R. Pavlikovsky 49:05 (ES) M. Kovacik 55:06 (ES) M. Jurcina 56:22 (ES) |                |                |                |

| 10. maj 2006 | Slovaška | 3–4 | Rusija | Riga Arena |

| Poročilo tekme      | Poročilo tekme                                                  | Poročilo tekme | Poročilo tekme                                                                         | Poročilo tekme |
| ------------------- | --------------------------------------------------------------- | -------------- | -------------------------------------------------------------------------------------- | -------------- |
| Začetek: ni podatka | T. Surovy 06:00 (ES) A. Kollar 09:03 (SH) I. Ciernik 36:45 (PP) |                | D. Kulyash 03:56 (PP) E. Malkin 17:26 (ES) D. Zaripov 27:23 (PP) A. Mikhnov 46:02 (PP) |                |

|  | Kazahstan | 1–7 | Belorusija | Riga Arena |

| Poročilo tekme      | Poročilo tekme           | Poročilo tekme | Poročilo tekme | Poročilo tekme |
| ------------------- | ------------------------ | -------------- | --- | -------------- |
| Začetek: ni podatka | A. Spiridonov 18:57 (ES) |                | S. Zadelenov 02:07 (PP) S. Zadelenov 29:08 (SH) Y. Chupris 34:28 (PP) V. Kostyuchenok 39:25 (PP) S. Zadelenov 45:11 (ES) D. Dudik 46:13 (ES) M. Grabovsky 48:42 (PS) |                |

#### Skupina D
| Reprezentanca | OT | Z | PPP | P | DG | PG | TOČ |
| ------------- | -- | - | --- | - | -- | -- | --- |
| Kanada        | 3  | 3 | 0   | 0 | 14 | 5  | 6   |
| ZDA           | 3  | 2 | 1   | 0 | 7  | 3  | 4   |
| Norveška      | 3  | 1 | 2   | 0 | 8  | 13 | 2   |
| Danska        | 3  | 0 | 3   | 0 | 6  | 14 | 0   |

Po lokalnem času (UTC +3)
| 5. maj 2006 | ZDA | 3–1 | Norveška | Skonto Arena |

| Poročilo tekme      | Poročilo tekme                                              | Poročilo tekme | Poročilo tekme         | Poročilo tekme |
| ------------------- | ----------------------------------------------------------- | -------------- | ---------------------- | -------------- |
| Začetek: ni podatka | D. Brown 21:21 (PP) D. Brown 45:42 (PP) D. Brown 55:46 (ES) |                | T. Jakobsen 13:32 (PP) |                |

|  | Danska | 3–5 | Kanada | Skonto Arena |

| Poročilo tekme      | Poročilo tekme                                                  | Poročilo tekme | Poročilo tekme                                                                                             | Poročilo tekme |
| ------------------- | --------------------------------------------------------------- | -------------- | --- | -------------- |
| Začetek: ni podatka | F. Nielsen 27:43 (SH) J. Nielsen 30:46 (PP) K. Staal 37:49 (ES) |                | B. Boyes 05:01 (PP) S. Crosby 07:18 (PP2) M. Comrie 13:41 (ES) S. Crosby 43:17 (ES) M. Richards 53:09 (ES) |                |

| 7. maj 2006 | ZDA | 3–0 | Danska | Skonto Arena |

| Poročilo tekme      | Poročilo tekme                                                 | Poročilo tekme | Poročilo tekme | Poročilo tekme |
| ------------------- | -------------------------------------------------------------- | -------------- | -------------- | -------------- |
| Začetek: ni podatka | A. Alberts 20:33 (ES) Y. Stastny 26:32 (ES) R. Park 52:52 (ES) |                |                |                |

|  | Kanada | 7–1 | Norveška | Skonto Arena |

| Poročilo tekme      | Poročilo tekme | Poročilo tekme | Poročilo tekme          | Poročilo tekme |
| ------------------- | --- | -------------- | ----------------------- | -------------- |
| Začetek: ni podatka | P. Bergeron 08:09 (PP) B. Boyes 08:33 (ES) M. Comrie 13:35 (ES) S. Crosby 21:05 (ES) J. Williams 23:00 (PP) P. Bergeron 31:56 (ES) |                | P. Thoresen 47:42 (PP2) |                |

| 9. maj 2006 | Norveška | 6–3 | Danska | Skonto Arena |

| Poročilo tekme      | Poročilo tekme | Poročilo tekme | Poročilo tekme                                               | Poročilo tekme |
| ------------------- | --- | -------------- | ------------------------------------------------------------ | -------------- |
| Začetek: ni podatka | M. Trygg 16:36 (PP) M. Hansen 28:41 (PP) P. Skroder 30:02 (PP) P. Thoresen 33:34 (PP) M. Holtet 41:08 (ES) T. Vikingstad 59:18 (EN) |                | M. Green 17:30 (PP) K.Staal 19:59 (PP2) J. Hansen 43:43 (PP) |                |

|  | Kanada | 2–1 | ZDA | Skonto Arena |

| Poročilo tekme      | Poročilo tekme                              | Poročilo tekme | Poročilo tekme       | Poročilo tekme |
| ------------------- | ------------------------------------------- | -------------- | -------------------- | -------------- |
| Začetek: ni podatka | S. Crosby 29:01 (ES) B. Shanahan 47:44 (PP) |                | P. Kessel 13:53 (ES) |                |

### Kvalifikacije

#### Skupina E
| Reprezentanca | OT | Z | PPP | P | DG | PG | TOČ |
| ------------- | -- | - | --- | - | -- | -- | --- |
| Kanada        | 5  | 4 | 1   | 0 | 28 | 10 | 8   |
| Finska        | 5  | 3 | 1   | 1 | 17 | 7  | 7   |
| ZDA           | 5  | 3 | 2   | 0 | 11 | 10 | 6   |
| Češka         | 5  | 2 | 1   | 2 | 14 | 12 | 6   |
| Latvija       | 5  | 1 | 3   | 1 | 7  | 23 | 3   |
| Norveška      | 5  | 0 | 5   | 0 | 5  | 20 | 0   |

| 11. maj 2006 | Kanada | 11–0 | Latvija | Riga Arena |

| Poročilo tekme      | Poročilo tekme | Poročilo tekme | Poročilo tekme | Poročilo tekme |
| ------------------- | --- | -------------- | -------------- | -------------- |
| Začetek: ni podatka | J. Williams 05:41 (PP) S. Crosby 08:49 (PP2) B. Boyes 14:40 (PP) P. Bergeron 17:43 (PP) B. Shanahan 25:58 (PP) J. Carter 40:24 (ES) M. Pettinger 41:18 (PP2) M. Richards 42:24 (PP) K. Calder 45:59 (PP) K. Calder 46:31 (ES) S. Hartnell 50:17 (PP) |                |                |                |

| 12. maj 2006 | Češka | 3–1 | Norveška | Riga Arena |

| Poročilo tekme      | Poročilo tekme                                                    | Poročilo tekme | Poročilo tekme    | Poročilo tekme |
| ------------------- | ----------------------------------------------------------------- | -------------- | ----------------- | -------------- |
| Začetek: ni podatka | J. Hlavac 27:21 (ES) J. Balastik 38:31 (ES) P. Tenkrat 58:26 (ES) |                | M. Ask 12:21 (PP) |                |

|  | Finska | 4–0 | ZDA | Riga Arena |

| Poročilo tekme      | Poročilo tekme                                                                              | Poročilo tekme | Poročilo tekme | Poročilo tekme |
| ------------------- | ------------------------------------------------------------------------------------------- | -------------- | -------------- | -------------- |
| Začetek: ni podatka | M. Koivu 11:13 (ES) S. Bergenheim 26:01 (ES) P. Nummelin 32:44 (PP2) L. Kukkonen 54:27 (ES) |                |                |                |

| 13. maj 2006 | ZDA | 4–2 | Latvija | Riga Arena |

| Poročilo tekme      | Poročilo tekme                                                                        | Poročilo tekme | Poročilo tekme                                | Poročilo tekme |
| ------------------- | ------------------------------------------------------------------------------------- | -------------- | --------------------------------------------- | -------------- |
| Začetek: ni podatka | R. Malone 20:59 (ES) D. Brown 34:29 (PP) P. O'Sullivan 42:27 (PP) R. Suter 49:50 (PP) |                | L. Darzinš 22:12 (ES) A. Semjonovs 41:00 (PP) |                |

| 14. maj 2006 | Norveška | 0–3 | Finska | Riga Arena |

| Poročilo tekme      | Poročilo tekme | Poročilo tekme | Poročilo tekme                                                    | Poročilo tekme |
| ------------------- | -------------- | -------------- | ----------------------------------------------------------------- | -------------- |
| Začetek: ni podatka |                |                | J. Hentunen 09:35 (ES) J. Jokinen 33:30 (PP) E. Pirnes 55:58 (ES) |                |

|  | Kanada | 4–6 | Češka | Riga Arena |

| Poročilo tekme      | Poročilo tekme                                                                          | Poročilo tekme | Poročilo tekme | Poročilo tekme |
| ------------------- | --------------------------------------------------------------------------------------- | -------------- | --- | -------------- |
| Začetek: ni podatka | S. Robidas 15:44 (ES) M. Richards 21:51 (ES) D. Hamhuis 31:26 (ES) S. Crosby 41:01 (ES) |                | P. Hubacek 06:34 (ES) D. Vyborny 08:06 (ES) T. Plekanec 13:30 (ES) Z. Irgl 35:04 (ES) J. Balastik 46:29 (ES) M. Erat 53:39 (ES) |                |

| 15. maj 2006 | Finska | 2–4 | Kanada | Riga Arena |

| Poročilo tekme      | Poročilo tekme                             | Poročilo tekme | Poročilo tekme                                                                      | Poročilo tekme |
| ------------------- | ------------------------------------------ | -------------- | ----------------------------------------------------------------------------------- | -------------- |
| Začetek: ni podatka | M. Koivu 18:15 (ES) P. Nummelin 50:46 (PP) |                | P. Bergeron 05:58 (PP) J. Carter 16:57 (SH) J. Carter 26:33 (SH) B.Boyes 51:36 (ES) |                |

| 16. maj 2006 | Češka | 1–3 | ZDA | Riga Arena |

| Poročilo tekme      | Poročilo tekme         | Poročilo tekme | Poročilo tekme                                                | Poročilo tekme |
| ------------------- | ---------------------- | -------------- | ------------------------------------------------------------- | -------------- |
| Začetek: ni podatka | Z. Michalek 27:25 (ES) |                | R. Malone 13:03 (ES) M. Cullen 19:43 (ES) D. Brown 47:25 (ES) |                |

|  | Latvija | 4–2 | Norveška | Riga Arena |

| Poročilo tekme      | Poročilo tekme                                                                          | Poročilo tekme | Poročilo tekme                             | Poročilo tekme |
| ------------------- | --------------------------------------------------------------------------------------- | -------------- | ------------------------------------------ | -------------- |
| Začetek: ni podatka | A. Rekis 06:44 (PP) V. Blinovs 08:34 (ES) L. Darzins 36:02 (ES) A. Semjonovs 53:16 (PP) |                | P. Skroder 30:58 (PP) K. Nygard 59:34 (ES) |                |

#### Skupina F
| Reprezentanca | OT | Z | PPP | P | DG | PG | TOČ |
| ------------- | -- | - | --- | - | -- | -- | --- |
| Rusija        | 5  | 4 | 0   | 1 | 22 | 11 | 9   |
| Švedska       | 5  | 2 | 1   | 2 | 17 | 15 | 6   |
| Belorusija    | 5  | 3 | 2   | 0 | 15 | 10 | 6   |
| Slovaška      | 5  | 2 | 2   | 1 | 19 | 10 | 5   |
| Švica         | 5  | 1 | 2   | 2 | 12 | 15 | 4   |
| Ukrajina      | 5  | 0 | 5   | 0 | 4  | 29 | 0   |

Po lokalnem času (UTC +3)
| 11. maj 2006 | Rusija | 6–0 | Ukrajina | Riga Arena |

| Poročilo tekme      | Poročilo tekme | Poročilo tekme | Poročilo tekme | Poročilo tekme |
| ------------------- | --- | -------------- | -------------- | -------------- |
| Začetek: ni podatka | M. Sushinsky 16:06 (PP) M. Sushinsky 41:03 (PP) A. Ovechkin 46:06 (ES) D. Kulyash 48:19 (PP2) S. Mozyakin 53:47 (ES) I. Grigorenko 57:03 (PP) |                |                |                |

| 12. maj 2006 | Švica | 2–2 | Slovaška | Skonto Arena |

| Poročilo tekme      | Poročilo tekme                               | Poročilo tekme | Poročilo tekme                         | Poročilo tekme |
| ------------------- | -------------------------------------------- | -------------- | -------------------------------------- | -------------- |
| Začetek: ni podatka | M. Reichert 49:50 (PP) S. Jeannin 58:04 (ES) |                | M. Cibak 14:18 (ES) D. Milo 31:33 (PP) |                |

|  | Švedska | 4–1 | Belorusija | Skonto Arena |

| Poročilo tekme      | Poročilo tekme                                                                                | Poročilo tekme | Poročilo tekme          | Poročilo tekme |
| ------------------- | --------------------------------------------------------------------------------------------- | -------------- | ----------------------- | -------------- |
| Začetek: ni podatka | M. Nylander 04:10 (PP) J. Nordquist 07:18 (ES) M. Johansson 16:40 (ES) P. Hallberg 18:58 (ES) |                | S. Zadelenov 49:14 (PP) |                |

| 13. maj 2006 | Belorusija | 9–1 | Ukrajina | Skonto Arena |

| Poročilo tekme      | Poročilo tekme | Poročilo tekme | Poročilo tekme      | Poročilo tekme |
| ------------------- | --- | -------------- | ------------------- | -------------- |
| Začetek: ni podatka | M. Grabovsky 10:36 (PP) V. Kostyuchenok 22:11 (PP) O. Antonenko 22:37 (ES) M. Grabovsky 35:47 (PP) D. Dudik 45:06 (ES) A. Skabelka 46:17 (PP2) V. Kopat 56:40 (ES) M. Grabovsky 57:26 (ES) D. Dudik 57:48 (PP) |                | I. Gunko 39:47 (ES) |                |

| 14. maj 2006 | Rusija | 6–3 | Švica | Skonto Arena |

| Poročilo tekme      | Poročilo tekme                                                                                                | Poročilo tekme | Poročilo tekme                                            | Poročilo tekme |
| ------------------- | --- | -------------- | --------------------------------------------------------- | -------------- |
| Začetek: ni podatka | D. Zaripov 13:55 D. Arkhipov 22:26 D. Bykov 40:51 (PP) I. Nikulin 42:38 (PP) N. Kulemin 57:25 E. Malkin 59:45 |                | T. Paterlini 22:36 B. Forster 32:33 G. Bezina 45:17 (PP2) |                |

|  | Slovaška | 5–2 | Švedska | Skonto Arena |

| Poročilo tekme      | Poročilo tekme                                                                                           | Poročilo tekme | Poročilo tekme                            | Poročilo tekme |
| ------------------- | --- | -------------- | ----------------------------------------- | -------------- |
| Začetek: ni podatka | Marian Hossa 1:45 M. Cibak 8:57 (PP) R. Vydareny 21:57 (PP) Marcel Hossa 26:22 (PP) A. Kollar 46:33 (SH) |                | M. Johansson 22:20 A. Karlsson 23:29 (PP) |                |

| 15. maj 2006 | Švedska | 3–3 | Rusija | Skonto Arena |

| Poročilo tekme      | Poročilo tekme                                                         | Poročilo tekme | Poročilo tekme                                                     | Poročilo tekme |
| ------------------- | ---------------------------------------------------------------------- | -------------- | ------------------------------------------------------------------ | -------------- |
| Začetek: ni podatka | M. Samuelsson 7:33 (PP) M. Samuelsson 20:14 (PP) J. Jonsson 22:58 (ES) |                | A. Ovechkin 01:22 (ES) A. Mikhnov 11:28 (PP) A. Mikhnov 55.47 (ES) |                |

| 16. maj 2006 | Švica | 1–2 | Belorusija | Skonto Arena |

| Poročilo tekme      | Poročilo tekme     | Poročilo tekme | Poročilo tekme                                 | Poročilo tekme |
| ------------------- | ------------------ | -------------- | ---------------------------------------------- | -------------- |
| Začetek: ni podatka | M. Luss 48:17 (ES) |                | A. Skabelka 09:04 (ES) S. Zadelenov 29:58 (ES) |                |

|  | Ukrajina | 0–8 | Slovaška | Skonto Arena |

| Poročilo tekme      | Poročilo tekme | Poročilo tekme | Poročilo tekme | Poročilo tekme |
| ------------------- | -------------- | -------------- | --- | -------------- |
| Začetek: ni podatka |                |                | R. Kapus 12:52 (ES) D. Milo 21:36 (ES) M. Strbak 25:11 (PP) M. Kovacik 35:46 (ES) M. Bartovic 36:58 (ES) R. Kapus 44:25 (ES) M. Hudec 49:19 (PP) M. Jurcina 58:25 (PP) |                |

### Zaključni boji
|  | Četrtfinale | Četrtfinale | Četrtfinale |         |        | Polfinale | Polfinale | Polfinale |  |  | Finale | Finale | Finale |
|  |             |             |             |         |        |           |           |           |  |  |        |        |        |
|  | F1          | Rusija      | 3           |         |        |           |           |           |  |  |        |        |        |
|  | E4          | Češka       | 4           |         |        |           |           |           |  |  |        |        |        |
|  | E4          | Češka       | 4           |         | E4     | Češka     | 3         |           |  |  |        |        |        |
|  |             |             |             |         | E4     | Češka     | 3         |           |  |  |        |        |        |
|  |             | E2          | Finska      | 1       |        |           |           |           |  |  |        |        |        |
|  | E2          | E2          | Finska      | 1       | Finska | 3         |           |           |  |  |        |        |        |
|  | E2          |             |             |         | Finska | 3         |           |           |  |  |        |        |        |
|  | F3          | Belorusija  | 0           |         |        |           |           |           |  |  |        |        |        |
|  |             |             |             |         |        |           |           |           |  |  | E4     | Češka  | 0      |
|  |             |             | F2          | Švedska | 4      |           |           |           |  |  |        |        |        |
|  | F2          | Švedska     | 6           |         |        |           |           |           |  |  |        |        |        |
|  | E3          | ZDA         | 0           |         |        |           |           |           |  |  |        |        |        |
|  | E3          | ZDA         | 0           |         | F2     | Švedska   | 5         |           |  |  |        |        |        |
|  |             |             |             |         | F2     | Švedska   | 5         |           |  |  |        |        |        |
|  |             | E1          | Kanada      | 4       |        |           |           |           |  |  |        |        |        |
|  | E1          | E1          | Kanada      | 4       | Kanada | 4         |           |           |  |  |        |        |        |
|  | E1          |             |             |         | Kanada | 4         |           |           |  |  |        |        |        |
|  | F4          | Slovaška    | 1           |         |        |           |           |           |  |  |        |        |        |

#### Četrtfinale
| 17. maj 2006 | Švedska | 6–0 | ZDA | Riga Arena |

| Poročilo tekme      | Poročilo tekme | Poročilo tekme | Poročilo tekme | Poročilo tekme |
| ------------------- | --- | -------------- | -------------- | -------------- |
| Začetek: ni podatka | M. Hannula 2:48 (ES) M. Hannula 15:40 (ES) M. Samuelsson 25:51 (ES) K. Jönsson 35:34 (PP) M. Hannula 48:41 (ES) A. Karlsson 58:36 (PP) |                |                |                |

|  | Kanada | 4–1 | Slovaška | Riga Arena |

| Poročilo tekme      | Poročilo tekme                                                                            | Poročilo tekme | Poročilo tekme     | Poročilo tekme |
| ------------------- | ----------------------------------------------------------------------------------------- | -------------- | ------------------ | -------------- |
| Začetek: ni podatka | M. Cammalleri 34:35 (ES) P. Bergeron 52:53 (ES) S. Crosby 54:23 (ES) J. Carter 54:32 (ES) |                | D. Milo 17:36 (ES) |                |

| 18. maj 2006 | Rusija | 3–4 | Češka | Riga Arena |

| Poročilo tekme      | Poročilo tekme                                                     | Poročilo tekme | Poročilo tekme                                                                     | Poročilo tekme |
| ------------------- | ------------------------------------------------------------------ | -------------- | ---------------------------------------------------------------------------------- | -------------- |
| Začetek: ni podatka | A. Ovechkin 2:30 (ES) S. Mozyakin 45:10 (ES) A. Mikhnov 58:55 (ES) |                | T. Kaberle 25:45 (PP) J. Hlinka 43:49 (PP) P. Stefan 47:06 (PP) Z. Irgl 67:58 (ES) |                |

|  | Finska | 3–0 | Belorusija | Riga Arena |

| Poročilo tekme      | Poročilo tekme                                                  | Poročilo tekme | Poročilo tekme | Poročilo tekme |
| ------------------- | --------------------------------------------------------------- | -------------- | -------------- | -------------- |
| Začetek: ni podatka | R. Hahl 9:24 (ES) V. Peltonen 43:58 (ES) O. Jokinen 54:48 (PP2) |                |                |                |

#### Polfinale
| 20. maj 2006 | Finska | 1–3 | Češka | Riga Arena |

| Poročilo tekme      | Poročilo tekme     | Poročilo tekme | Poročilo tekme                                                    | Poročilo tekme |
| ------------------- | ------------------ | -------------- | ----------------------------------------------------------------- | -------------- |
| Začetek: ni podatka | R. Hahl 08:03 (ES) |                | T. Plekanec 28:26 (SH) D. Vyborny 56:17 (PP) J. Hlinka 59:14 (EN) |                |

|  | Kanada | 4–5 | Švedska | Riga Arena |

| Poročilo tekme      | Poročilo tekme                                                                        | Poročilo tekme | Poročilo tekme | Poročilo tekme |
| ------------------- | ------------------------------------------------------------------------------------- | -------------- | --- | -------------- |
| Začetek: ni podatka | K. Calder 08:11 (ES) M. Comrie 16:38 (PP) S. Crosby 39:25 (ES) P. Bergeron 43:38 (PP) |                | N. Kronwall 1:27 (ES) J. Jönsson 4:11 (PP) T. Martensson 11:52 (ES) M. Samuelsson 21:33 (ES) J. Nordquist 22:41 (ES) |                |

#### Za tretje mesto
| 21. maj 2006 | Kanada | 0–5 | Finska | Riga Arena |

| Poročilo tekme      | Poročilo tekme | Poročilo tekme | Poročilo tekme                                                                                               | Poročilo tekme |
| ------------------- | -------------- | -------------- | --- | -------------- |
| Začetek: ni podatka |                |                | T. Kallio 4:06 (PP) O. Jokinen 25:20 (PP2) R. Hahl 36:18 (ES) A. Miettinen 42:55 (ES) J. Jokinen 53:56 (PP2) |                |

#### Finale
| 21. maj 2006 | Češka | 0–4 | Švedska | Riga Arena |

| Poročilo tekme      | Poročilo tekme | Poročilo tekme | Poročilo tekme                                                                            | Poročilo tekme |
| ------------------- | -------------- | -------------- | ----------------------------------------------------------------------------------------- | -------------- |
| Začetek: ni podatka |                |                | J. Mattsson 14:36 (ES) F. Emwall 15:13 (ES) N. Kronwall 24:07 (ES) J. Jönsson 37:01 (PP2) |                |

### Za obstanek
| Moštvo    | GP | W | L | T | GF | GA | TOČ |
| --------- | -- | - | - | - | -- | -- | --- |
| Danska    | 3  | 2 | 0 | 1 | 11 | 5  | 5   |
| Italija   | 3  | 1 | 1 | 1 | 6  | 10 | 3   |
| Kazahstan | 3  | 1 | 2 | 0 | 9  | 6  | 2   |
| Slovenija | 3  | 0 | 1 | 2 | 6  | 11 | 2   |

| 12. maj 2006 | Slovenija | 3–3 | Danska | Riga Arena |

| Poročilo tekme      | Poročilo tekme                                                   | Poročilo tekme | Poročilo tekme                                                 | Poročilo tekme |
| ------------------- | ---------------------------------------------------------------- | -------------- | -------------------------------------------------------------- | -------------- |
| Začetek: ni podatka | T. Razingar 24:50 (PP) A. Kranjc 40:23 (PP) M. Sotlar 57:59 (ES) |                | M. Dahlmann 01:38 (PP) K. Staal 08:43 (PP) K. Staal 25:12 (PS) |                |

|  | Italija | 3–2 | Kazahstan | Skonto Arena |

| Poročilo tekme      | Poročilo tekme                                                   | Poročilo tekme | Poročilo tekme                                    | Poročilo tekme |
| ------------------- | ---------------------------------------------------------------- | -------------- | ------------------------------------------------- | -------------- |
| Začetek: ni podatka | G. Busillo 05:30 (PP) G. Busillo 44:55 (ES) A. Helfer 50:16 (PP) |                | A. Samokhvalov 28:24 (PP) T. Zhailauov 33:35 (PP) |                |

| 13. maj 2006 | Kazahstan | 5–0 | Slovenija | Riga Arena |

| Poročilo tekme      | Poročilo tekme | Poročilo tekme | Poročilo tekme | Poročilo tekme |
| ------------------- | --- | -------------- | -------------- | -------------- |
| Začetek: ni podatka | R. Starchenko 06:09 (ES) A. Pchelyakov 07:48 (ES) A. Litvinenko 27:10 (PP) R. Starchenko 29:56 (ES) V. Krasnoslabotsev 32:11 (ES) |                |                |                |

|  | Italija | 0–5 | Danska | Skonto Arena |

| Poročilo tekme      | Poročilo tekme | Poročilo tekme | Poročilo tekme                                                                                                | Poročilo tekme |
| ------------------- | -------------- | -------------- | --- | -------------- |
| Začetek: ni podatka |                |                | M. Boedker 04:16 (ES) K. Staal 37:19 (PP) F. Nielsen 49:46 (ES) F. Nielsen 55:23 (PP) J. Damgaard 59:50 (PP2) |                |

| 15. maj 2006 | Slovenija | 3–3 | Italija | Riga Arena |

| Poročilo tekme      | Poročilo tekme                                                   | Poročilo tekme | Poročilo tekme                                                         | Poročilo tekme |
| ------------------- | ---------------------------------------------------------------- | -------------- | ---------------------------------------------------------------------- | -------------- |
| Začetek: ni podatka | A. Kranjc 05:01 (PP) A. Kopitar 22:03 (ES) D. Kontrec 25:25 (ES) |                | L. Ansoldi 27:26 (ES) L. Ansoldi 44:35 (ES) M. Strazzabosco 58:21 (ES) |                |

|  | Danska | 3–2 | Kazahstan | Skonto Arena |

| Poročilo tekme      | Poročilo tekme                                                       | Poročilo tekme | Poročilo tekme                             | Poročilo tekme |
| ------------------- | -------------------------------------------------------------------- | -------------- | ------------------------------------------ | -------------- |
| Začetek: ni podatka | C. Kjaergaard 13:27 (PP) J. Hansen 34:17 (ES) J. Amgaard 57:26 (PP2) |                | Y. Pupkov 34:46 (PP) A. Argokov 59:40 (ES) |                |

### Najboljši strelci
| Igralec    | Igralec            | GP | G | A  | Pts | +/- | PIM | POS |
| ---------- | ------------------ | -- | - | -- | --- | --- | --- | --- |
| Kanada     | Sidney Crosby      | 9  | 8 | 8  | 16  | +7  | 10  | FW  |
| Kanada     | Patrice Bergeron   | 9  | 6 | 8  | 14  | +5  | 2   | FW  |
| Finska     | Petteri Nummelin   | 9  | 3 | 11 | 14  | -1  | 2   | D   |
| Švedska    | Niklas Kronwall    | 8  | 2 | 8  | 10  | 3   | 10  | D   |
| Rusija     | Alexander Ovechkin | 7  | 6 | 3  | 9   | +6  | 6   | FW  |
| Belorusija | Mikhail Grabovsky  | 7  | 5 | 4  | 9   | +2  | 2   | FW  |
| Švedska    | Andreas Karlsson   | 9  | 5 | 4  | 9   | 0   | 6   | FW  |
| Švedska    | Mikael Samuelsson  | 8  | 4 | 5  | 9   | +7  | 4   | FW  |
| Slovenija  | Anže Kopitar       | 6  | 3 | 6  | 9   | -2  | 2   | FW  |
| Rusija     | Evgeni Malkin      | 7  | 3 | 6  | 9   | +7  | 6   | FW  |
| Češka      | David Vyborny      | 9  | 3 | 6  | 9   | 0   | 2   | FW  |

### Najboljši vratarji
| Igralec         | MINS | GA | GAA  | SO | Sv%  |
| --------------- | ---- | -- | ---- | -- | ---- |
| Fredrik Norrena | 326  | 6  | 1.11 | 3  | .951 |
| Andrei Mezin    | 417  | 14 | 2.01 | 0  | .941 |
| Karol Krizan    | 380  | 12 | 1.90 | 3  | .915 |
| Sergei Zvyagin  | 279  | 9  | 1.94 | 1  | .914 |
| Marc Denis      | 263  | 11 | 2.51 | 1  | .911 |
| Johan Holmqvist | 420  | 14 | 2.00 | 2  | .908 |

## Divizija I

### Skupina A
V Amiensu, Francija, 24. april–30. april
| Moštvo              | GP | W | L | T | GF | GA | TOČ |
| ------------------- | -- | - | - | - | -- | -- | --- |
| Nemčija             | 5  | 5 | 0 | 0 | 34 | 4  | 10  |
| Francija            | 5  | 3 | 1 | 1 | 17 | 9  | 7   |
| Japonska            | 5  | 3 | 2 | 0 | 18 | 14 | 6   |
| Madžarska           | 5  | 2 | 2 | 1 | 20 | 18 | 5   |
| Združeno kraljestvo | 5  | 1 | 4 | 0 | 17 | 17 | 2   |
| Izrael              | 5  | 0 | 5 | 0 | 3  | 47 | 0   |

### Rezultati
| Moštvo              | Francija | Združeno kraljestvo | Nemčija | Madžarska | Izrael | Japonska |
| ------------------- | -------- | ------------------- | ------- | --------- | ------ | -------- |
| Francija            |          | 1–0                 | 0–5     | 3–3       | 9–0    | 4–1      |
| Združeno kraljestvo | 0–1      |                     | 0–8     | 3–4       | 12–0   | 2–4      |
| Nemčija             | 5–0      | 8–0                 |         | 6–2       | 11–2   | 4–0      |
| Madžarska           | 3–3      | 4–3                 | 2–6     |           | 8–0    | 3–6      |
| Izrael              | 0–9      | 0–12                | 2–11    | 0–8       |        | 1–7      |
| Japonska            | 1–4      | 4–2                 | 0–4     | 6–3       | 7–1    |          |

### Skupina B
V Tallinnu, Estonija, 23. april–29. april
| Moštvo     | GP | W | L | T | GF | GA | TOČ |
| ---------- | -- | - | - | - | -- | -- | --- |
| Avstrija   | 5  | 5 | 0 | 0 | 27 | 9  | 10  |
| Litva      | 5  | 3 | 1 | 1 | 24 | 14 | 7   |
| Poljska    | 5  | 3 | 2 | 0 | 19 | 10 | 6   |
| Estonija   | 5  | 2 | 3 | 0 | 19 | 21 | 4   |
| Nizozemska | 5  | 1 | 3 | 1 | 13 | 24 | 3   |
| Hrvaška    | 5  | 0 | 5 | 0 | 11 | 35 | 0   |

### Rezultati
| Moštvo     | Avstrija | Hrvaška | Estonija | Litva | Nizozemska | Poljska |
| ---------- | -------- | ------- | -------- | ----- | ---------- | ------- |
| Avstrija   |          | 6-0     | 3-1      | 5-3   | 8-2        | 5-3     |
| Hrvaška    | 0-6      |         | 6-8      | 3-9   | 1-5        | 1-7     |
| Estonija   | 1-3      | 8-6     |          | 2-7   | 7-2        | 1-3     |
| Litva      | 3-5      | 9-3     | 7-2      |       | 3-3        | 2-1     |
| Nizozemska | 2-8      | 5-1     | 2-7      | 3-3   |            | 1-5     |
| Poljska    | 3-5      | 7-1     | 3-1      | 1-2   | 5-1        |         |

## Divizija II

### Skupina A
V Sofiji, Bolgarija, 27. marec-4. april
| Moštvo              | GP | W | L | T | GF | GA | TOČ |
| ------------------- | -- | - | - | - | -- | -- | --- |
| Romunija            | 5  | 5 | 0 | 0 | 59 | 9  | 10  |
| Bolgarija           | 5  | 3 | 1 | 1 | 25 | 17 | 7   |
| Belgija             | 5  | 2 | 1 | 2 | 19 | 10 | 6   |
| Srbija in Črna gora | 5  | 2 | 2 | 1 | 23 | 23 | 5   |
| Španija             | 5  | 1 | 4 | 0 | 10 | 30 | 2   |
| Južna Afrika        | 5  | 0 | 5 | 0 | 12 | 59 | 0   |

### Rezultati
| Team                | Belgija | Bolgarija | Španija | Romunija | Južna Afrika | Srbija in Črna gora |
| ------------------- | ------- | --------- | ------- | -------- | ------------ | ------------------- |
| Belgija             |         | 4-4       | 4-0     | 2-4      | 7-0          | 2-2                 |
| Bolgarija           | 4-4     |           | 3-1     | 0-9      | 14-1         | 4-2                 |
| Španija             | 0-4     | 1-3       |         | 3-16     | 5-3          | 1-4                 |
| Romunija            | 4-2     | 9-0       | 16-3    |          | 19-3         | 11-1                |
| Južna Afrika        | 0-7     | 1-14      | 3-5     | 3-19     |              | 5-14                |
| Srbija in Črna gora | 2-2     | 2-4       | 4-1     | 1-11     | 14-5         |                     |

### Skupina B
V Aucklandu, Nova Zelandija, 3. april-9. april
| Moštvo         | GP | W | L | T | GF | GA | TOČ |
| -------------- | -- | - | - | - | -- | -- | --- |
| Čile           | 5  | 4 | 0 | 1 | 34 | 11 | 9   |
| Južna Koreja   | 5  | 4 | 1 | 0 | 35 | 12 | 8   |
| Avstralija     | 5  | 3 | 1 | 1 | 27 | 14 | 7   |
| Severna Koreja | 5  | 2 | 3 | 0 | 10 | 24 | 4   |
| Mehika         | 5  | 1 | 4 | 0 | 9  | 34 | 2   |
| Nova Zelandija | 5  | 0 | 5 | 0 | 6  | 26 | 0   |

### Rezultati
| Moštvo                     | Avstralija | Ljudska republika Kitajska | Južna Koreja | Mehika | Nova Zelandija | Severna Koreja |
| -------------------------- | ---------- | -------------------------- | ------------ | ------ | -------------- | -------------- |
| Avstralija                 |            | 5-5                        | 2-4          | 9-2    | 6-2            | 5-1            |
| Ljudska republika Kitajska | 5-5        |                            | 6-3          | 4-1    | 5-0            | 14-2           |
| Južna Koreja               | 4-2        | 3-6                        |              | 15-2   | 8-1            | 5-1            |
| Mehika                     | 2-9        | 1-4                        | 2-15         |        | 4-3            | 0-3            |
| Nova Zelandija             | 2-6        | 0-5                        | 1-8          | 3-4    |                | 0-3            |
| Severna Koreja             | 1-5        | 2-14                       | 1-5          | 3-0    | 3-0            |                |

## Divizija III
V Reykjavíku, Islandija, 24. april-29. april
| Moštvo     | GP | W | L | T | GF | GA | TOČ |
| ---------- | -- | - | - | - | -- | -- | --- |
| Islandija  | 4  | 4 | 0 | 0 | 27 | 6  | 8   |
| Turčija    | 4  | 2 | 1 | 1 | 18 | 16 | 5   |
| Armenija   | 4  | 2 | 2 | 0 | 23 | 19 | 4   |
| Irska      | 4  | 1 | 2 | 1 | 5  | 17 | 3   |
| Luksemburg | 4  | 0 | 4 | 0 | 11 | 26 | 0   |

### Rezultati
| Moštvo     | Armenija | Irska | Islandija | Luksemburg | Turčija |
| ---------- | -------- | ----- | --------- | ---------- | ------- |
| Armenija   |          | 6-0   | 4-5       | 10-6       | 3-8     |
| Irska      | 0-6      |       | 0-8       | 3-1        | 2-2     |
| Islandija  | 5-4      | 8-0   |           | 5-2        | 9-0     |
| Luksemburg | 6-10     | 1-3   | 2-5       |            | 2-8     |
| Turčija    | 8-3      | 2-2   | 0-9       | 8-2        |         |